# Conus kirkandersi
Espèce
Statut de conservation UICN

 NT  : Quasi menacé
Conus kirkandersi est une espèce de mollusques gastéropodes marins de la famille des Conidae.
Comme toutes les espèces du genre Conus, ces escargots sont prédateurs et venimeux. Ils sont capables de « piquer » les humains et doivent donc être manipulés avec précaution, voire pas du tout.

## Description
Description originale : « Coquille petite pour le genre, épaisse, lourde, trapue ; spire basse, presque aplatie ; épaule arrondie et lisse, sans couronnement ; verticille du corps sculpté de 12-15 grands cordons spiralés surélevés et de nombreux fils spiralés fins, donnant à la coquille un aspect rugueux ; lèvre des adultes épaissie ; couleur de la coquille blanc pur avec deux larges bandes, une au-dessus du milieu du corps et une au-dessous du milieu du corps ; les bandes se décomposent souvent en grandes taches et flammules brunes ; pointe antérieure de la coquille brune ; plusieurs rangées de taches brun foncé se superposent souvent aux bandes brunes ; spire blanche avec des flammules brun foncé, régulièrement espacées, en forme de croissant ; protoconque et premiers verticilles jaunes ; intérieur de l'ouverture blanc avec deux bandes brunes, correspondant aux bandes de couleur externe ; périostracum épais, brun, touffu le long de l'épaule ; animal rouge vif. »
La taille de la coquille varie entre 14 mm et 26 mm.

## Distribution
Locus typicus : « extrémité nord de l'île de Cozumel, Quintana Roo, Mexique. »
Cette espèce marine d'escargot de mer se trouve dans la mer des Caraïbes au large du Mexique.

### Niveau de risque d’extinction de l’espèce
Selon l'analyse de l'UICN réalisée en 2011 pour la définition du niveau de risque d'extinction, C. kirkandersi est endémique au Mexique et se trouve au large de l'île de Cozumel et plus au nord à Isla Mujeres, Quintana Roo. Son aire de répartition est très restreinte et le développement côtier constitue une menace potentielle. Cette espèce est inscrite comme quasi-menacée sur la base du critère D2.

## Taxonomie

### Publication originale
L'espèce Conus kirkandersi a été décrite pour la première fois en 1987 par le malacologiste américain Edward James Petuch dans la publication intitulée « Charlottesville, Virginia: The Coastal Education and Research Foundation »,.

### Synonymes
- Conus (Dauciconus) kirkandersi Petuch, 1987 · appellation alternative
- Purpuriconus kirkandersi (Petuch, 1987) · non accepté